# La Rue-Saint-Pierre (Oise)
La Rue-Saint-Pierre é uma comuna francesa na região administrativa de Altos da França, no departamento de Oise. Estende-se por uma área de 8,68 km². Em 2010 a comuna tinha 828 habitantes (densidade: 95,4 hab./km²).